# 直弧文鏡

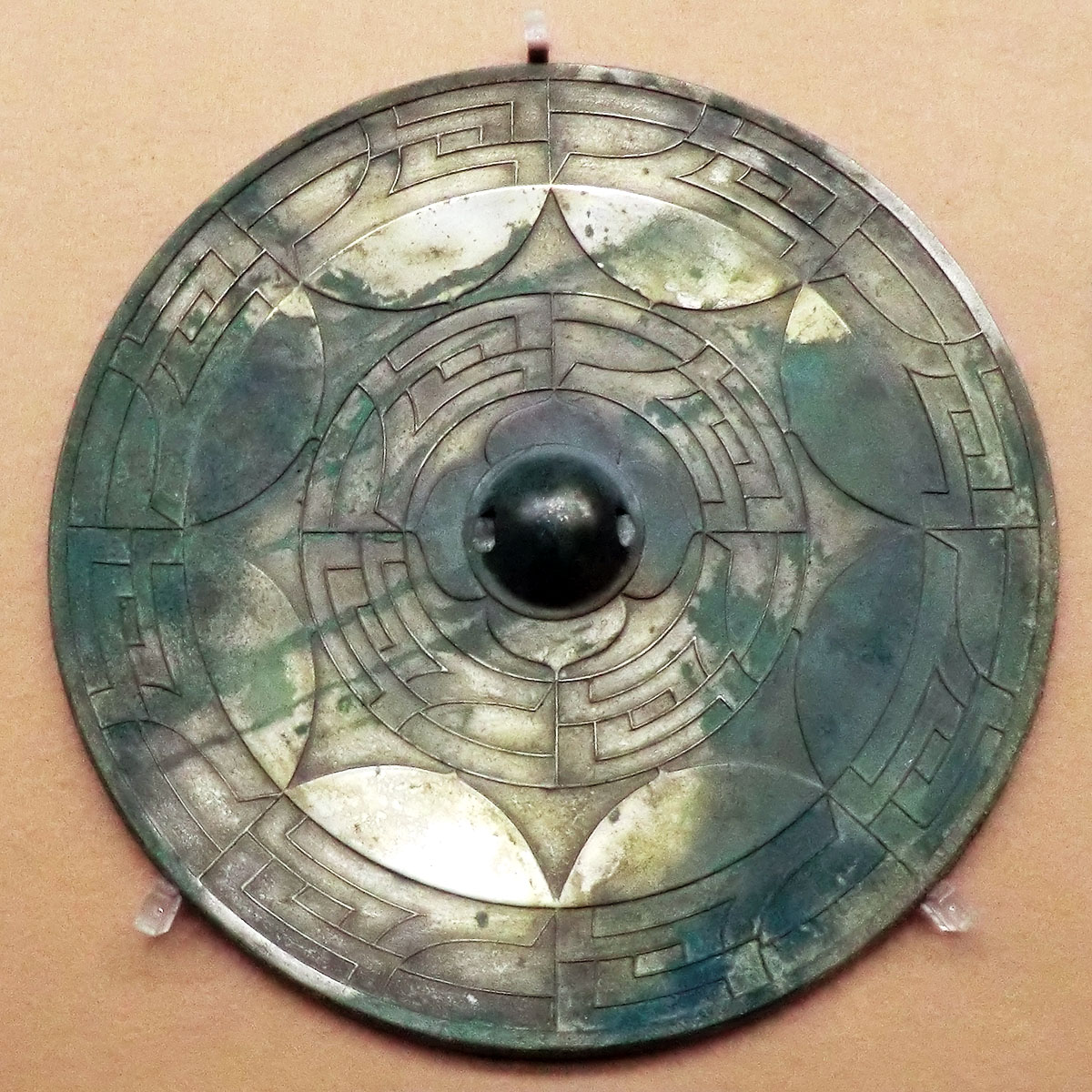
直孤文鏡（複製品）

直弧文鏡（ちょっこもんきょう）とは、古墳時代に日本列島で製作された銅鏡（仿製鏡）である。

## 概要
日本列島独自の銅鏡で、奈良県北葛城郡広陵町所在の新山古墳から3面の出土例があるだけの大変希少な図像の鏡。図像は内行花文鏡を基に、四葉座型の鈕座を除いて全ての図像を直線と弧で象ったものである。鈕座の周囲に内行花文を八葉巡らせ、その外周を幾何学的文様が巡らせてある。鏡の内約は直弧文鏡が二面と素文縁直弧文鏡が一面である。

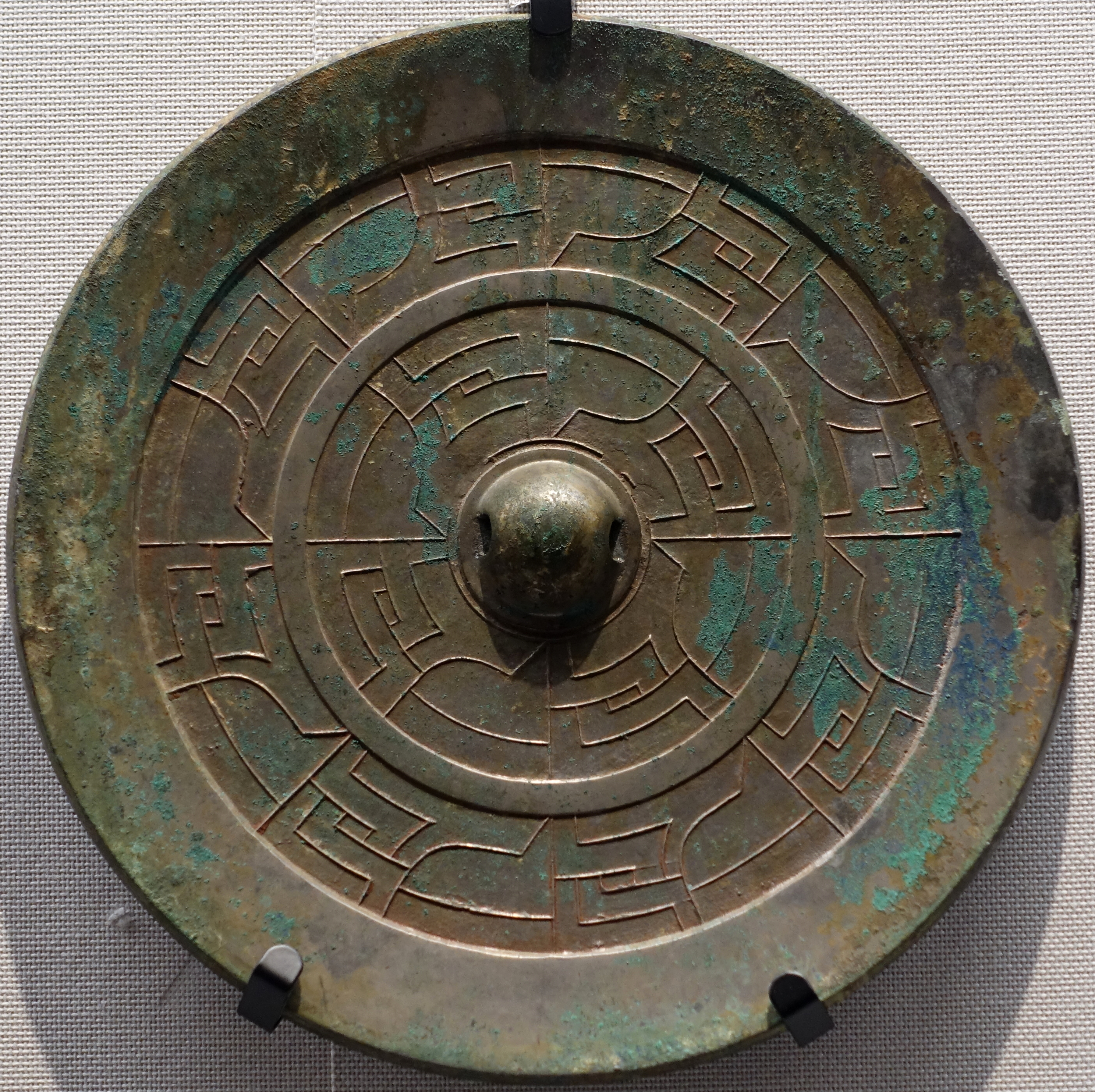
素文縁直弧文鏡 宮内庁蔵（東京国立博物館展示）

出土した新山古墳が宮内庁の陵墓参考地であるため、直弧文鏡は宮内庁所蔵資料である。

## 出土遺跡
- 新山古墳（奈良県北葛城郡）